# Sunshine Ladies Tour
De Sunshine Ladies Tour is een serie van golftoernooien voor vrouwelijke golfprofessionals, dat georganiseerd wordt door de Zuid-Afrikaanse golfbond voor vrouwen: de Women's Professional Golf Association. De Sunshine Ladies Tour ging in februari 2014 officieel van start.
Een grote meerderheid van de geplande golftoernooien vindt plaats in Zuid-Afrika. Het South African Women's Open is het belangrijkste toernooi van deze tour en het staat sinds 2012 ook op de kalender van de bekende Ladies European Tour. Met de introductie van de "Chase to the Investec Cup for Ladies" zullen de golfsters van deze tour zoveel mogelijk prijzengeld verzamelen (Order of Merit). De top 10 plaatsen zich voor de Investec Ladies Cup en spelen in een 54-holes toernooi voor de toernooizege.